# フランケンシュタイン

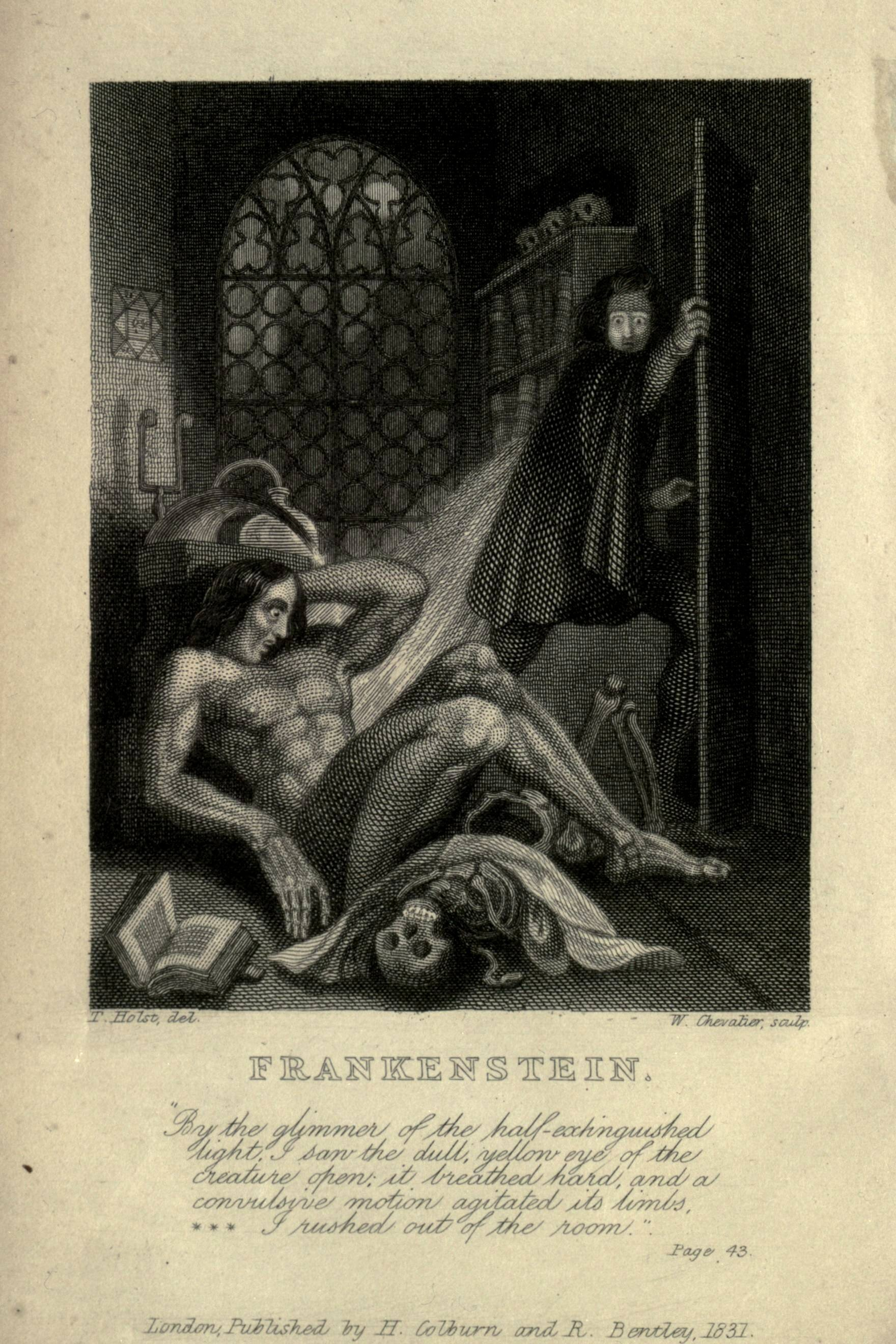
『フランケンシュタイン』（1831年改訂版）の内表紙。挿絵はTheodor von Holst画

『フランケンシュタイン』（Frankenstein）は、イギリスの小説家、メアリー・シェリーが1818年3月11日に匿名で出版したゴシック小説。原題は『フランケンシュタイン、あるいは現代のプロメテウス』（Frankenstein: or The Modern Prometheus）。フランケンシュタインは同書の主人公であるスイス人科学者の姓である。今日出回っているものは、1831年の改訂版である。多くの映像化作品が作られ、本書を原案とする創作は現在も作り続けられている。

## 物語誕生の前に
シェリーは1814年にヨーロッパ大陸を訪れており、ライン川に沿っても旅行して、フランケンシュタイン城から17キロメートルしか離れていないゲルンスハイムにも立ち寄っている。後に、彼女はジュネーヴをも訪れている。

## 物語の誕生経緯
1816年5月、メアリーは後に夫となる詩人のパーシー・ビッシュ・シェリーと駆け落ちし、バイロンやその専属医のジョン・ポリドリらと、スイス・ジュネーヴ近郊のレマン湖畔にあるディオダティ荘に滞在していた。長く降り続く雨のため屋内に閉じこめられていた折、バイロンは「皆でひとつずつ怪奇譚を書こう (We will each write a ghost story.)」と提案した。メアリーはこの時の着想を膨らませ1816年頃に執筆開始、1818年3月11日に匿名で出版した。

## ジャンル分類
ゴシック小説の代表であるが、同時にロマン主義の小説とする見方もある。書簡体小説の形式もとる。科学技術を背景とする着想が見られることから、最初のSF小説とする評価も生まれた。

## ストーリー
小説は、イギリス人の北極探検隊の隊長ロバート・ウォルトンが姉マーガレットに向けて書いた手紙という形式（枠物語）になっている。ウォルトンはロシアのアルハンゲリスクから北極点に向かう途中、北極海で衰弱した男性を見つけ、助ける。彼の名はヴィクター・フランケンシュタインであり、ウォルトンに自らの体験を語り始める。
スイスの名家出身でナポリ生まれの青年フランケンシュタインは、父母と弟ウィリアムとジュネーヴに住んでいた。両親はイタリア旅行中に貧しい家で養女のエリザベスを見て、自分たちの養女にし、ヴィクターたちと一緒に育てる。フランケンシュタインは科学者を志し、故郷を離れてドイツ・バイエルンの名門のインゴルシュタット大学で自然科学を学んでいた。だが、ある時を境にフランケンシュタインは、生命の謎を解き明かし自在に操ろうという野心にとりつかれる。そして、狂気をはらんだ研究の末、「理想の人間」の設計図を完成させ、それが神に背く行為であると自覚しながらも計画を実行に移す。自ら墓を暴き人間の死体を手に入れ、それをつなぎ合わせることで11月のわびしい夜に怪物の創造に成功した。
誕生した怪物は、優れた体力と人間の心、そして知性を持ち合わせていたが、細部までには再生できておらずに、筆舌に尽くしがたいほど容貌が醜いものとなった。そのあまりのおぞましさにフランケンシュタインは絶望し、怪物を残したまま故郷のジュネーヴへと逃亡する。しかし、怪物は強靭な肉体のために生き延び、野山を越え、途中「神の業（Godlike science）」 である言語も習得して雄弁になる。やがて遠く離れたフランケンシュタインの元へたどり着くが、自分の醜さゆえ人間たちからは忌み嫌われ迫害されたので、ついに弟のウィリアムを怪物が殺し、その殺人犯として家政婦のジュスティーヌも絞首刑になる。
孤独のなか自己の存在に悩む怪物は、フランケンシュタインに対して、自分の伴侶となり得る異性の怪物を一人造るように要求する。怪物はこの願いを叶えてくれれば二度と人前に現れないと約束する。フランケンシュタインはストラスブルクやマインツを経て、友人のクラーヴァルに付き添われてイギリスを旅行し、ロンドンを経てスコットランドのオークニー諸島の人里離れた小屋で、もうひとりの人造人間を作る機器を備えて作り出す作業に取りかかる。
しかし、さらなる怪物の増加を恐れたフランケンシュタインはもう一人を作るのを止め、怪物の要求を拒否し（フランケンシュタイン・コンプレックス）、機器を海へ投げ捨てる。クラーヴァルは怪物に殺されてしまい、フランケンシュタインの方は海からアイルランド人の村に漂着するも、クラーヴァルを殺した犯人と間違えられて牢獄に入れられる。
この疑いが晴れて、彼は故郷のジュネーヴに戻り、父の配慮で養女として一緒に育てられたエリザベスと結婚するが、その夜、怪物が現れて彼女は殺される。創造主たる人間に絶望した怪物は、復讐のためフランケンシュタインの友人や妻を次々と殺害したということになる。そして、憎悪に駆られたフランケンシュタインは怪物を追跡し、北極海までたどり着くが途中で倒れ、ウォルトンの船に拾われたのだった。
全てを語り終えたフランケンシュタインは、怪物を殺すようにとウォルトンに頼み、船上で息を引き取る。また、ウォルトンは船員たちの安全を考慮し、北極点到達を諦め、帰路につく。そして、創造主から名も与えられなかった怪物は、創造主の遺体の前に現れ、その死を嘆く。そこに現れたウォルトンに自分の心情を語った後、北極点で自ら焼け死ぬために北極海へと消える。怪物のその後は誰も知らない。

## 慣用
英語においては、「フランケンシュタイン」は「自ら創造したものに滅ぼされる者」「自ら撒いてしまった呪い（または災い）の種」といった意味の慣用句としても使われている。

## 後世の創作での変容

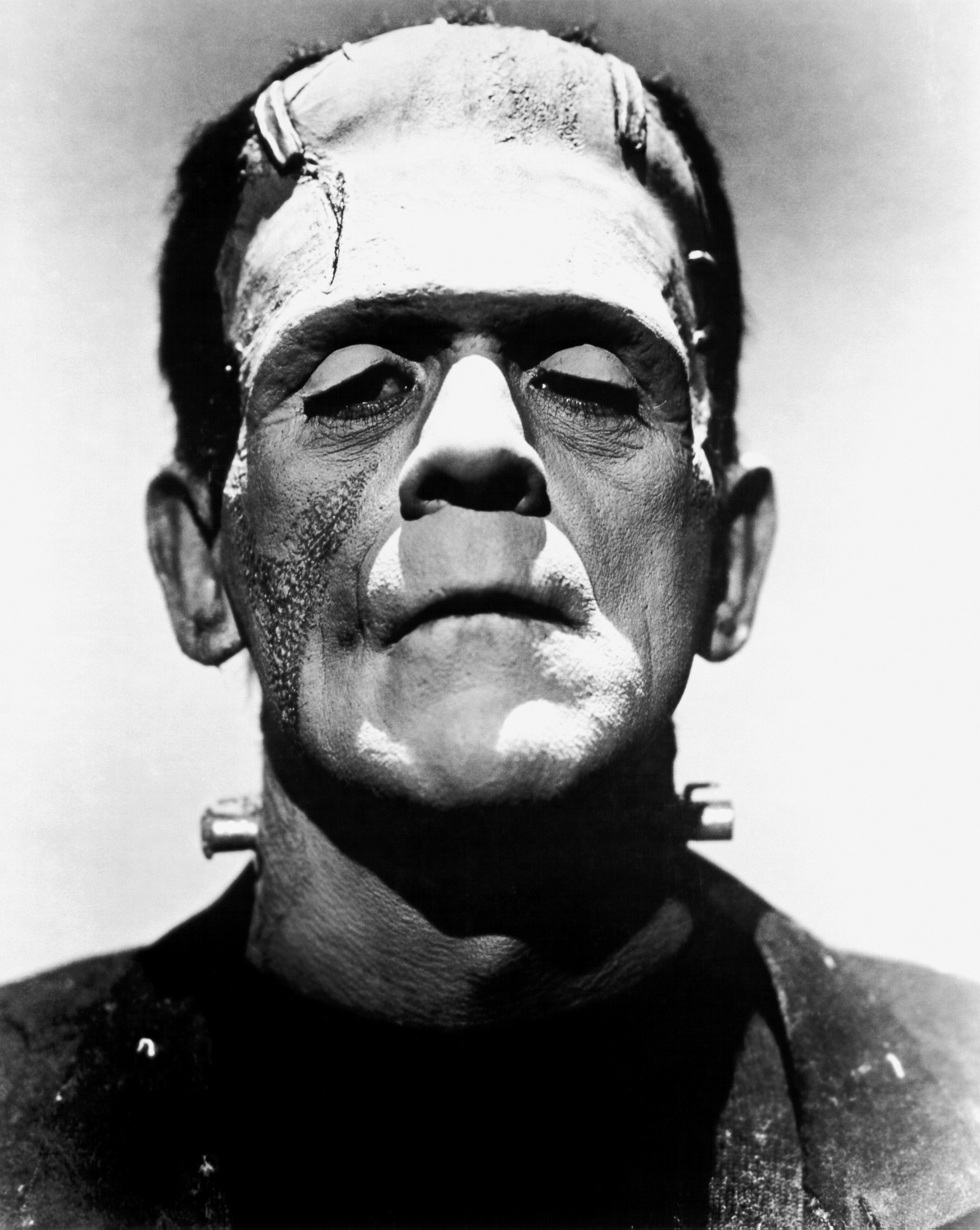
1931年映画版のフランケンシュタインの怪物（演：ボリス・カーロフ）

本作の怪物には固有名詞がなく、また主人公ヴィクター・フランケンシュタインは一介の大学生で博士号は持たない。元来この怪物は極めて知的で、たった数か月で複数の言語を独学でマスターするほどであった。しかし後世の映像化・創作・パロディ作品では、主人公が博士であったり、怪物の知性が低い、あるいは生まれつき凶暴とするなど、原作とはかけ離れた翻案がなされている例が多い。特に、1931年にユニバーサル・ピクチャーズが製作した映画『フランケンシュタイン』において描かれた怪物は、いかつい不気味な大男で、全身の皮膚に人造人間であることを意味する縫い目があり、特徴的な四角形の頭部といったビジュアルであった。これが後世に典型的イメージとして広く定着し、また本来は「フランケンシュタインによる怪物」であるはずが、いつのまにか怪物自身を指して「フランケンシュタイン」と呼称されるようになった。しかし、これはあきらかな間違いである。作者はこの作品が舞台化された際の台本を見たときに、『怪物』の名前が＿＿＿＿（アンダーバー）だった事を喜んだ記録が残っている。名前がない事にこだわっていた証拠である。

## 文献
- Mary Shelly著『Frankenstein』（Dover Thrift Edition, 1994-2017年）。これは1831年版。

### 日本語訳
- 『巨人の復讐 フランケンシュタイン』山本政喜訳（「世界大衆文学全集」第11） 新人社 1948年
  - 『フランケンシュタイン』角川文庫 1968年
- 『フランケンスタイン』 高木彬光訳（偕成社世界名作文庫30） 偕成社 1951年
  - 『恐怖の人造人間』 （偕成社少年少女世界の名作86） 1964年
  - 『フランケンシュタイン』 （偕成社少年少女世界の名作改訂新版12） 1982年
- 『フランケンシュタイン』宍戸儀一訳 （「サスペンス・ノベル選集」第4） 日本出版協同 1953年
- 『フランケンシュタイン』臼田昭訳 （ゴシック叢書6：国書刊行会）、1979年
  - 内容．フランケンシュタイン、変身、寿限有の寿限無／（臼田昭解説．シェリー夫人の生涯と作品）
- 『フランケンシュタイン』森下弓子訳（創元推理文庫：東京創元社） 1984年 ISBN 4-488-53201-2
  - 解説は新藤純子、詳細な年譜入り。
- 『フランケンシュタインあるいは現代のプロメシュース』菅沼慶一訳 共同文化社 2003年 ISBN 4-877-39087-1
- 『フランケンシュタイン』小林章夫訳、光文社古典新訳文庫、2010年10月
- 『フランケンシュタイン』芹澤恵訳、新潮文庫、2015年1月 ISBN 4-102-18651-4
- 『新訳 フランケンシュタイン』田内志文訳、角川文庫、2015年2月 ISBN 4-041-01240-6

### 関連文献
- 『メアリ・シェリーとフランケンシュタイン』 モネット・ヴァカン著 辻由美訳 パピルス 1991年11月25日 ISBN 4-938165-04-X
  - 年譜: p234 - 235、参考文献: p236 - 242
  - 原著: Monette Vacquin, Frankenstein: ou les délieres de la raison, François Bourin, 1989; 4 août 1994: ISBN 2-87686-028-7
- 『怪物の黙示録 『フランケンシュタイン』を読む』 スティーヴン・バン編 遠藤徹訳 青弓社 1997年8月 ISBN 4-7872-9122-X
  - 原著: Stephen Bann, Frankenstein, Creation and Monstrosity - Critical Views, Consortium Book Sales & Dist, 1995. ISBN 0-948462-59-0 ; Oct 1997, ISBN 0-948462-60-4
- 『フランケンシュタイン』 久守和子・中川僚子著 ミネルヴァ書房 2006年12月 ISBN 4-623-04688-5
- 『身体で読むファンタジー フランケンシュタインからもののけ姫まで』 吉田純子人文書院 2004年12月 ISBN 4-409-24071-4
- 『現代思想で読むフランケンシュタイン』 J＝J・ルセルクル著 今村仁司・澤里岳史訳 『講談社選書メチエ』105 講談社 1997年5月 ISBN 4-06-258105-1
  - 原著: Jean-Jacques Lecercle, Frankenstein : Mythe et Philosophie, Paris, Presses Universitaires de France. ISBN 2-13-041872-4
- 『フランケンシュタイン・コンプレックス―人間は、いつ怪物になるのか』小野俊太郎 青草書房 2009年11月 ISBN 978-4-903735-14-6
- 『批評理論入門―『フランケンシュタイン』解剖講義』廣野由美子 中公新書 2005年3月 ISBN 4-12-101790-0
- 『フランケンシュタインとは何か―怪物の倫理学』武田悠一 彩流社 2014年9月 ISBN 978-4-7791-2049-7